# ОШ „Десанка Максимовић” Трн
ОШ „Десанка Максимовић” је основна школа у Трну, општина Лакташи. Школа је основана 1930. године под називом „Народна основна школа”, као четворогодишња школа. Прва осморазредна школа у Трну почела је са радом 1959. године. Школске 1963/64. године Народна основна школа добија други назив - Основна школа „Моша Пијаде”.
Земљотрес који је 1969. године погодио бањалучку регију срушио је школску зграду, а нова зграда школе свечано је отворена 16. јануара 1972. године. У тој згради, која је у међувремену дограђена са још неколико учионица, школа се налази и данас. Од 22. децембра 1994. године школа носи име српске пјесникиње Десанке Максимовић. Школско подручје, поред насеља Трн, обухвата и села Буковицу, Гламочане, Јаблан и Шушњаре.